# 默訥水庫
51°29′00″N 8°04′18″E / 51.48333°N 8.07167°E

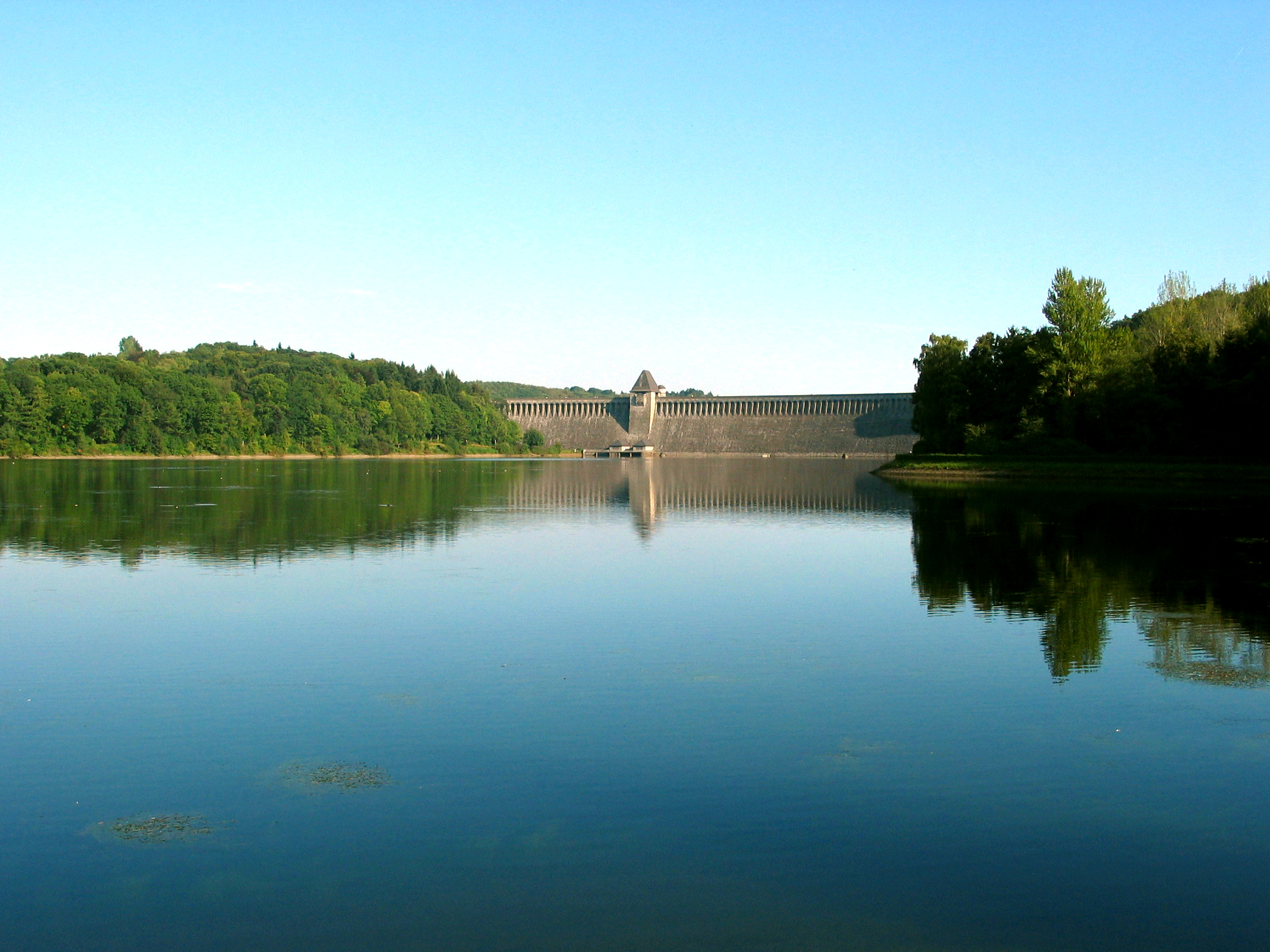

默訥湖是德國的人工湖泊，位於該國西部多特蒙德以東45公里，由北萊茵－威斯特法倫負責管轄，面積10.37平方公里，集水區面積432平方公里，海拔高度213米，蓄水量0.13立方公里。